# The Long Dark
The Long Dark é um jogo eletrônico de sobrevivência em primeira pessoa desenvolvido e publicado pela Hinterland Studio. O jogador assume o papel de um piloto que deve sobreviver ao rigoroso e inóspito norte canadense após uma anomalia magnetica causada pelas auroras boreais, que serve como pano de fundo para o enredo do jogo. O jogo recebeu financiamento do Canada Media Fund, e um financiamento adicional foi garantido através de uma campanha bem sucedida do Kickstarter em outubro de 2013.
Uma versão alfa foi lançada através do Steam Early Access em setembro de 2014. A versão alfa foi lançada mais tarde no Xbox One como um dos dois primeiros títulos de lançamento associados ao Programa de Pré-Visualização de Jogos da Microsoft em junho de 2015. Revisões antecipadas da versão alfa foram geralmente positivos, e as vendas do jogo já chegaram à marca cerca de 1.000.000 de cópias até 1 de agosto de 2017. Foi lançado oficialmente em todas as plataformas acima mencionadas em 1º de agosto de 2017, bem como para a PlayStation 4.

## Gameplay
The Long Dark é um jogo de sobrevivência definido em um mundo aberto e jogado a partir de uma perspectiva de primeira pessoa. O jogo ocorre no deserto canadense frígido, onde o jogador assume o papel de um piloto que se esforça para sobreviver depois de um desastre global. A jogabilidade é declarada pelos desenvolvedores como uma "simulação de sobrevivência que explica a temperatura corporal, a ingestão calórica, a fome/sede, a fadiga, o frio do vento, a vida selvagem e uma série de outros fatores ambientais". Existem dois modos de jogo disponíveis para o jogador, "Story Mode" e "Sandbox mode". O Story Mode é episódico e inicialmente foi planejado para ser lançado no final de 2014, mas foi adiado para uma versão final de 2016. O lançamento foi adiado novamente e foi finalmente lançado em 1 de agosto de 2017. Durante o lançamento alfa do jogo, o jogador teve acesso ao modo Sandbox, com uma opção para gerar em um dos seis mapas: "Mystery Lake", "Coastal Highway", "Pleasant Valley", "Forlorn Muskeg", "Desolation Point" e "Timberwolf Mountain", todos eles conectados através de zonas de transição.
O objetivo é para o jogador sobreviver o maior tempo possível, utilizando os recursos que eles possam encontrar no mundo. Isso inclui commodities como alimentos, água, lenha, medicamentos e ferramentas como armas, machados, facas e uma série de outros itens. A vida selvagem também está presente, como o veado que pode ser caçado por comida, e lobos e ursos que são uma ameaça constante para o jogador enquanto se aventuram fora. Todos os itens e animais selvagens são gerados aleatoriamente por cada novo jogo, então não há dois jogos iguais para o jogador. As ferramentas e os itens se degradam ao longo do tempo, obrigando o jogador a tomar decisões cuidadosas em relação à sua condição e sua eventual necessidade de reparo. O fogo, sendo um componente primário, é necessário para o calor e a cozedura. O jogador tem que forragear madeira e combustível regularmente para se manter vivo. O jogador também pode ficar doente de intoxicação alimentar e doença. The Long Dark simula um ciclo completo de dia/noite, que é uma parte fundamental do jogo. O jogo também simula temperatura e vento quente, ambos são aleatórios durante cada jogada, incentivando o jogador a monitorar o clima com cuidado, em todos os momentos, para evitar a morte por exposição. Inicialmente, o jogo não apresentava variados modos de experiência, mas devido à demanda do jogador, a Hinterland adicionou três modos de experiência para acomodar uma série de estilos de jogo e um quarto modo adicionado mais tarde. O modo mais fácil , "Pilgrim", é para os jogadores que procuram uma experiência mais exploratória, "Voyageur" é um meio termo e o mais bem arredondado em relação à exploração e sobrevivência, "Stalker" oferece uma experiência de sobrevivência mais hardcore e "Interloper "é para jogadores que procuram uma experiência difícil.
O sistema de salvar o jogo exige uma cuidadosa tomada de decisão pelo jogador, utilizando apenas quando o avatar do jogador entra em um prédio, dorme ou recebe uma lesão. Quando o jogador morre, isso resulta em permadeath (morte permanente) e o arquivo de salvação original é excluído, forçando o jogador a iniciar um novo jogo.

## Story Mode (Modo História)
Em agosto de 2017, os primeiros episódios do modo de história de The Long Dark cinco intitulado "Wintermute" foram lançados.

## Desenvolvimento
Após a conclusão de seu trabalho como diretor em Warhammer 40,000: Space Marine, Raphael van Lierop deixou Relic Entertainment para trabalhar em projetos que ele sentia serem "mais pessoais" e "mais representativos de seus valores". Van Lierop também deixou Vancouver, mudando sua família da cidade para a parte norte da Ilha de Vancouver. Inspirado por esses novos arredores, ele formou Hinterland e começou a trabalhar em The Long Dark, um jogo sobre sobreviver ao deserto canadense. Hinterland queria explorar um mundo pós-apocalíptico mais afastado e diferente, longe do apocalipse urbano, que "todos nós vimos um milhão de vezes" e longe de "clichês de filmes com zumbis ".  Van Lierop também estava interessado em dar uma identidade canadense ao jogo, tendo ficado frustrado com os videogames de AAA homogeneizados que sacrificaram o caráter para o apelo do mercado de massa , ele resumiu sua abordagem com "Eu sou canadense. O jogo é canadense. Lide com isso. "
Quando van Lierop anunciou a equipe do Hinterland em setembro de 2013, os membros incluíram Alan Lawrance, anteriormente liderista da Volition, Marianne Krawczyk, escritora da série God of War, e David Chan, o primeiro designer de áudio da BioWare. Um ano depois, eles também se juntaram a Ken Rolston, o designer principal de The Elder Scrolls III: Morrowind. Hinterland opera como uma equipe virtual, com seus membros trabalhando remotamente. Lawrance cita sua capacidade de trabalhar em casa como um fator crucial na sua decisão de se juntar ao Hinterland.
A Hinterland obteve o financiamento semente do Canada Media Fund e, em setembro de 2013, lançou uma campanha do Kickstarter para The Long Dark para levantar C$ 200,000 e construir uma comunidade ao redor do jogo. A campanha foi bem sucedida, elevando C$ 256.617 após a sua conclusão em outubro de 2013. As contribuições do PayPal após a campanha do Kickstarter aumentaram o total final para mais de C$ 275.000 em março de 2014. A Hinterland anunciou o elenco de voz do jogo durante a campanha Kickstarter; O elenco anunciado foi Mark Meer, Elias Toufexis, Jennifer Hale e David Hayter. Hinterland estava atenta ao alcance do jogo, não querendo expandir o tamanho da equipe e aumentar o risco, limitando os seus objetivos de para aqueles que adicionaram qualidade, e não aqueles que adicionaram conteúdo no jogo.
Van Lierop falou sobre a abordagem do seu estúdio para o acesso antecipado na Conferência dos desenvolvedores de jogos de 2015, onde alertou contra a possibilidade de a comunidade de jogadores ditar a direção do jogo. Van Lierop falou dos diferentes estilos de jogo na audiência do jogo; embora os jogadores que preferissem uma experiência de "sobrevivência incondicional " fossem minoritários, eles eram mais vocais na comunidade de jogadores.
Em abril de 2016, Van Lierop publicou uma atualização sobre o lançamento do Story-mode, explicando que o Hinterland iria atrasar o lançamento do modo Story até conter 4-6 horas de jogabilidade inicial em vez das 2 horas planejadas originalmente. Ele também se recusou a definir uma data de lançamento, dizendo: "Você não receberá outra promessa de mim sobre quando será lançado, até que estejamos perto disso, posso dizer com 100% de certeza e dar-lhe uma data definitiva que eu sei que não vai acabar conosco, promovendo uma experiência com a qual não estamos 100% satisfeitos ". Ele apontou para a evolução do modo Sandbox como outro motivo para o atraso, dizendo que sua popularidade cresceu até o ponto em que Hinterland decidiu trazer atualizações regulares para ele, mesmo que originalmente tenha sido concebido apenas como um teste/introdução para o modo História. Seu post também forneceu um roteiro de desenvolvimento com metas de curto, médio e longo prazo para adições e melhorias.

## Recepção

### Acesso antecipado
Após um período de acesso alfa exclusivo para os patrocinadores da campanha crowdfunding, uma versão do jogo com apenas o modo de sobrevivência estilo sandbox foi lançada no Steam Early Access em setembro de 2014. As primeiras impressões dos críticos eram geralmente favoráveis, mas observadas a natureza incompleta do jogo.
Leif Johnson, escrevendo para PC Gamer em junho de 2014, sentiu que o pequeno mapa imutável do jogo recompensava a memorização da rota, enquanto o jogo era mais atraente ao permitir que o jogador descobrisse seus sistemas. Andy Kelly, escrevendo para a mesma publicação um mês depois, elogiou a atmosfera, destacando o estilo de arte, design de som e iluminação. Kelly sentiu que o "foco na atmosfera e na sobrevivência ambiental" do jogo fazia "[ficar] em um gênero cada vez mais atarefado".
No GameSpot, Shaun McInnis teve pensamentos semelhantes, vendo que, enquanto o gênero de sobrevivência estava cada vez mais atarefado, The Long Dark era "um dos poucos jogos desse gênero focado em capturar a maravilha de lutar para permanecer vivo na região selvagem brutal". John Walker, escrevendo no Rock, Paper, Shotgun em agosto de 2014, apreciou o jogo e achou "impressionantemente e cheio de coisas para fazer", mas sentiu que a passagem acelerada do tempo prejudicava o realismo. Em uma revisão de acesso antecipado para o GameSpot em outubro de 2014, Nick Capozzoli também criticou sistemas irrealistas, observando que não seria necessário "uma dúzia de barras de energia e uma libra de carne de veado para sustentar-se no dia-a-dia". Como Johnson, ele criticou a área limitada dada para explorar. Com uma atualização posterior a outubro, o Hinterland dobrou o tamanho da área jogável e a expandiu novamente em fevereiro de 2015 para levar o tamanho do mundo do jogo a 25 km².
O escritor da Wired, Matt Peckham, intitulou The Long Dark, uma "jóia preocupante e bonita", e se juntou à colunista da IGN , Lucy O'Brien, ao reconhecer a bela visão artística do jogo, com O'Brien observando que "Para os desenvolvedores da Hinterland foi muito difícil fazer do mundo um lindo lugar para explorar ". Em uma entrevista de 2015, com Diretor de Criação Raphael van Lierop sobre o funcionamento de The Long Dark no Xbox One, o escritor do Gameranx's, Holly Green abordou a natureza única da mecânica de sobrevivência do jogo, escrevendo que era "um dos primeiros jogos de sobrevivência pura no console, separando o gênero de suas raízes de horror e levando seus temas de gerenciamento de recursos minimalista para a conclusão mais lógica ".

### Recepção comercial
Em janeiro de 2015, o jogo vendeu 250 mil cópias e em agosto de 2015, 500 mil cópias foram vendidas. Em abril de 2016, o Hinterland anunciou que mais de 750.000 cópias foram vendidas em todas as plataformas e expressaram gratidão sobre a classificação de aprovação de 99,78% da base de usuários do Steam. Em agosto de 2017, o jogo chegou à marca de mais de 1.000.000 de unidades vendidas e foi anunciada uma adaptação para o cinema.